# Schallerzeugung
Schallerzeugung, Tonerzeugung oder Klangerzeugung ist die Bezeichnung für den Vorgang, mit dem in der Luft oder einem anderen Medium Schallwellen aktiv erzeugt werden. Schallwellen mit Frequenzen im Hörbereich des Menschen werden auch als Töne,  Klänge oder Geräusche bezeichnet. Definitionsgemäß nicht hörbar sind Ultraschall und Infraschall.
Vielen physikalischen Vorgängen zur Schallerzeugung (mit der Ausnahme von Geräuschen) gemeinsam ist, dass es sich um periodische Prozesse handelt, die durch ihre Oszillation im umgebenden Medium Schall erzeugen. Neben der Schallerzeugung der Stimme und von Musikinstrumenten wird Schall von vielen natürlichen (Donner, Wellenrauschen etc.) und künstlichen Quellen (Radio, Autoreifen, Flugzeuglärm etc.) erzeugt. Technisch dient zur Schallerzeugung häufig ein Lautsprecher.
Besondere Bedeutung hat der Begriff für die Musik. Eine Anzahl verschiedener physikalischer Vorgänge wird dabei zur Schallerzeugung verwendet. Nach Art der Tonerzeugung unterscheidet die musikalische Instrumentenkunde die Kategorien Idiophone, Membranophone, Chordophone, Aerophone und Elektrophone.